# Хансен, Йеспер (велогонщик)
Йеспер Хансен (дат. Jesper Hansen, род. 23 октября 1990 в Копенгагене, Дания) — датский профессиональный шоссейный велогонщик, выступающий  за  команду «Cofidis, Solutions Crédits» c 2019 года.

## Карьера
На Туре Романдии 2015 датчанин врезался в небрежно открытую дверь медицинской машины и упал. С ушибами, но без серьёзных травм, он сумел продолжить гонку.

## Достижения
2011
3-й Тур Фюна
2013
2-й Гран-при Хаделенда
2014
1-й  Молодежная классификация Тур Норвегии
2015
1-й  Тур Норвегии
1-й — Этап 3
2016
2-й Тур Хорватии
1-й — Этап 5 (КГ)
2017
2-й Тур Турции
2018
9-й Вуэльта Каталонии
2019
7-й Тур Калифорнии

## Статистика выступлений

### Гранд-туры
| Гонка           | 2015 | 2016 | 2017 | 2018 |
| --------------- | ---- | ---- | ---- | ---- |
| Джиро д'Италия  | —    | —    | 32   | —    |
| Тур де Франс    | —    | —    | —    | 56   |
| Вуэльта Испании | 52   | —    | НФ   | —    |

| —  | Не участвовал  |
| НФ | Не финишировал |